# Wilian Ríos Trigozo
Wilian Alberto Ríos Trigozo (Cuñumbuqui, 12 de abril de 1969 (55 años)) es un abogado y político peruano. Fue consejero regional de San Martín entre 2007 y 2010 y alcalde del distrito de Cuñumbuqui entre 1999 y 2006.
Nació en el distrito de Cuñumbuqui, provincia de Lamas, departamento de San Martín, Perú, el 12 de abril de 1969, hijo de Miguel Alberto Ríos Mori y Celma Alcira Trigozo del Águila. Cursó sus estudios primarios y secundarios en su localidad natal y, entre 1986 y 1992, cursó estudios superiores de derecho en la UNHEVAL de la ciudad de Huánuco.
Su primera participación política se die en las elecciones municipales de 1993 cuando postuló a la alcaldía del distrito de Cuñumbuqui sin éxito al igual que en las elecciones de 1995. Fue elegido para ese cargo en las elecciones de 1998 cuando postuló por el movimiento fujimorista Vamos Vecino y reelegido en 2002 cuando postuló por la Alianza Electoral Unidad Nacional. Luego de este periodo, participó en las elecciones regionales del 2006 siendo elegido como consejero regional. En las elecciones regionales del 2014 postuló a la presidencia del Gobierno Regional de San Martín por el partido Nueva Amazonía sin obtener la elección.